# بیابان شسته خشک
بیابان شسته خشک (به انگلیسی: Desert dry wash) نوعی پوشش گیاهی بیابانی در آمریکای شمالی (یا بیوم) است که در کف صاف دره‌ها و زه‌کشی‌ها که در بیشتر مواقع سال بدون آب در سطح یا نزدیک سطح هستند، رخ می‌دهد و در معرض سیل شدید دوره‌ای قرار می‌گیرد. بیابان شسته خشک با پوشش گیاهی رودخانه‌ای بیابان در تضاد است، که در دره‌ها و زهکش‌های بیابانی که در تمام طول سال آب در سطح یا نزدیک سطح آن وجود دارد، رخ می‌دهد. گیاهان یا باید بتوانند در شرایط سیل شدید جان سالم به در ببرند یا بتوانند پیش از وقوع سیل بعدی خود را بازسازی کنند. برخی از این گیاهان به گونه‌ای تکامل یافته‌اند که برای جوانه‌زنی بذرهای آن‌ها، دانه‌ها باید با چرخاندن شن و سنگ‌ها در هنگام وقوع سیل ساییده شوند. سپس آنها باید به سرعت ریشه‌ها را به قدری عمیق به درون خاک بفرستند که بتوانند از ذخایر عمیق آب زیرزمینی بهره ببرند تا در دوره خشکی پس از سیل زنده بمانند. گونه‌های غالب پهنه بیابان شسته خشک شامل درخت دود (Psorothamnus spinosus)، بید بیابانی (Chilopsis linearis)، پنجه‌گربه (Senegalia greggii)، بوته پنیر (Ambrosia salsola)، و علف آبی (Baccharis sergiloides) هستند.